# Heteragrion tiradentense
Heteragrion tiradentense – gatunek ważki z rodziny Heteragrionidae.